# Adachi Morinaga
Pour les articles homonymes, voir Adachi (homonymie).
Adachi Morinaga (安達 盛長, Adachi Morinaga, 1135-1200) était un guerrier du clan Adachi qui combattit pour Minamoto no Yoritomo face au clan Taira lors de la guerre de Gempei. Morinaga l'avait déjà soutenu lorsque Yoritomo vivait en exil dans la province d'Izu. À la mort de Yoritomo en 1192, il fit partie du bakufu (gouvernement militaire) de Minamoto no Yoriie puis devint moine sous le nom de Rensai (蓮西).